# Kevin Gausman
Kevin John Gausman (Centennial, Colorado, 6 de enero de 1991), más conocido como Kevin Gausman, es un jugador profesional estadounidense de béisbol que se desempeña en la posición de lanzador en Toronto Blue Jays, equipo de las Grandes Ligas de Béisbol (MLB). Logró obtener dos premios Segundo Equipo All-MLB.

## Carrera
Gausman jugó como profesional seis temporadas en Baltimore Orioles (2013-2018), después pasó a Atlanta Braves (2018-2019), luego a Cincinnati Reds (2019), posteriormente a San Francisco Giants (2020-2021), y finalmente, a Toronto Blue Jays, donde lleva jugando tres temporadas.

## Premios
Fue galardonado con el premio Segundo Equipo All-MLB en dos oportunidades (2021 y 2023).